# (33946) 2000 MV
2000 أم في (ويعرف أيضًا باسم (33946) 2000 أم في وفق تسمية الكوكب الصغير) (بالإنجليزية: 2000 MV)‏ هو كويكب ضمن حزام الكويكبات؛ وترتيبه 33946 من حيث الاكتشاف.
اكتُشف هذا الجُرم الفلكي بواسطة جون بروفتون في 24 يونيو 2000.

## وصلات خارجية
- (33946) 2000 MV في قاعدة بيانات مختبر الدفع النفاث لأجرام النظام الشمسي الصغيرة

- الاكتشاف · مخطط المدار ·  العناصر المدارية · المعلمات المادية

- (33946) 2000 MV على موقع ويكي سكاي: DSS2, SDSS, GALEX, IRAS, Hydrogen α, X-Ray, Astrophoto, Sky Map, Articles and images